# David Bellego
David Bellego (ur. 15 maja 1993 w Marmande) – francuski żużlowiec, występujący również na długim torze i na trawie.

## Życiorys
Indywidualny mistrz Francji w 2010 roku, finalista w 2011 roku (X miejsce). Brązowy medalista drużynowych mistrzostw świata na długim torze (2012). Reprezentant Francji w eliminacjach drużynowego pucharu świata (2012, 2013). Brązowy medalista indywidualnych mistrzostw Europy juniorów (Güstrow 2013). Finalista indywidualnych mistrzostw świata juniorów (2013 – XVII miejsce).
Startował w lidze brytyjskiej, w barwach klubów z Glasgow (2011), Berwick (2012–2013), Coventry (2012), Peterborough (2012) i Swindon (2013). Od sezonu 2014 rozpoczął starty w lidze polskiej, będąc reprezentantem zespołu Ostrovia Ostrów Wielkopolski. Jest to pierwszy od 1994 roku i drugi w historii francuski żużlowiec (poprzednim był Philippe Bergé) występujący w polskiej lidze.
W sezonie 2015 był zawodnikiem Kolejarza Rawicz. W sezonie 2017 był żużlowcem KSM Krosno. Zawodnik PSŻ Poznań w sezonach 2018-2019. W sezonach 2020-2021 reprezentował barwy Polonii Bydgoszcz w I lidze żużlowej. W sezonie 2022 był zawodnikiem Fogo Unii Leszno. Od sezonu 2023 po rocznej przerwie ponownie startował w pierwszoligowej Polonii Bydgoszcz. W sezonie 2024 był reprezentantem drugoligowej Unii Tarnów. W sezonie 2024 osiągnął najwyższą średnią wyjazdową w Krajowej Lidze Żużlowej. Od sezonu 2025 jest reprezentantem ZKS-u Stal Rzeszów. 

## Przynależność klubowa
Wielka Brytania
- Glasgow Tigers (2011)
- Berwick Bandits (2012–2014)
- Sheffield Tigers (2015)
- Redcar Bears (2016)
- Swindon Robins (2017–2019)
- Ipswich Witches (2019)
- Sheffield Tigers (2023)

Polska
- ŻKS Ostrovia (2014)
- Kolejarz Rawicz (2015)
- KSM Krosno (2017)
- PSŻ Poznań (2018–2019)
- Polonia Bydgoszcz (2020–2021)
- Unia Leszno (2022)
- Polonia Bydgoszcz (2023)
- Unia Tarnów (2024–)

Szwecja
- Masarna Avesta (2019–2021)
- Indianerna Kumla (2022)